# Monique Lubin
Pour les articles homonymes, voir Lubin.
Monique Lubin, née le 16 juillet 1963, est une femme politique française. Elle est membre du Parti socialiste.
Elle est sénatrice des Landes depuis le 2 octobre 2017.

## Biographie

### Carrière politique
Monique Lubin est élue maire d'Aubagnan en 1999, succédant ainsi à Jean-Pierre Saint-Genez et est réélue en 2001.
Elle est présidente du Centre national d'information des droits des femmes et des familles (CIDFF) des Landes de 1992 à 2004.
Elle est élue conseillère générale du canton de Hagetmau lors des cantonales de 2004 et est réélue en 2011.
En 2004, elle est désignée présidente déléguée de la mission locale landaise et succède ainsi à Jean-Claude Sescousse. Elle quittera cette fonction après son entrée au Sénat, en octobre 2017.
En mars 2015, elle est élue conseillère départementale du canton de Chalosse Tursan en tandem avec Olivier Martinez. Elle est vice-présidente du Conseil départemental de 2015 à 2017, chargée de la commission des affaires sociales et du logement.
Le 21 mars 2017, Monique Lubin devient députée de la 3e circonscription des Landes à la suite de la mort d'Henri Emmanuelli. Elle démissionne dès le 29 mars.
Elle est candidate aux élections sénatoriales de 2017 dans les Landes. Elle est élue sénatrice, en binôme avec le socialiste Éric Kerrouche.
Lors des élections sénatoriales de 2023, Monique Lubin et Eric Kerrouche sont réélus dès le premier tour.

### Travail parlementaire
À son arrivée au Sénat, elle intègre la Commission des affaires sociales dont elle devient une vice-présidente en 2019.
Nommée membre du Conseil d'orientation des retraites (COR) et de la mission d'évaluation et de contrôle de la sécurité sociale, elle est avec le sénateur René-Paul Savary, auteure de deux rapports ayant trait à la question des retraites, l'un portant sur la « Réforme des retraites : le défi des fins de carrière » (2019) ; l'autre sur « Les réserves des régimes spéciaux » (2021).
Investie sur les questions de jeunesse elle est rapporteure en janvier 2021 pour la Commission des affaires sociales de la proposition de loi du sénateur Rémi Cardon relative aux droits nouveaux dès dix-huit ans. Elle est également auteure du rapport « L'égalité des chances, jalon des politiques de jeunesse » (2021) rédigé dans le cadre de la Mission d'information sur la politique en faveur de l'égalité des chances et de l'émancipation de la jeunesse.

### Élue des Landes
Prenant la défense de la « chasse traditionnelle », elle dénonce à l'été 2021 une décision du Conseil d’État visant à interdire la chasse à l'alouette avec des pantières ou des matoles, une pratique jugée cruelle par les défenseurs des animaux. Elle s'inquiète également pour l'avenir de la chasse au filet de la palombe, de la tauromachie et de la pratique du gavage des oies et des canards.
En novembre 2021, elle prend position en faveur du Grand projet ferroviaire du Sud-Ouest (GPSO) avec le président du Conseil départemental des Landes Xavier Fortinon, avec les élus et parlementaires socialistes landais, le député Boris Vallaud et le sénateur Éric Kerrouche.